# کنترل‌های خودرو
کنترل‌های خودرو اجزائی از خودروها و سایر وسایل نقلیه جاده‌ای مانند کامیون‌ها و اتوبوس‌ها هستند که برای راندن و پارک کردن وسیله نقلیه کاربر دارند.
در حالی که کنترل‌هایی مانند فرمان و پدال‌ها از زمان ابداع خودروها در آن‌ها وجود داشته‌اند، سایر کنترل‌ها توسعه یافته و با نیازهای رانندگان سازگار شده‌اند. به‌عنوان مثال، امروزه با توجه به پیشرفت فناوری‌های مرتبط با جعبه‌دنده‌های خودکار و نیمه‌خودکار، کمتر از جعبه‌دنده‌های دستی در خودروها استفاده می‌شود.

## هدایت

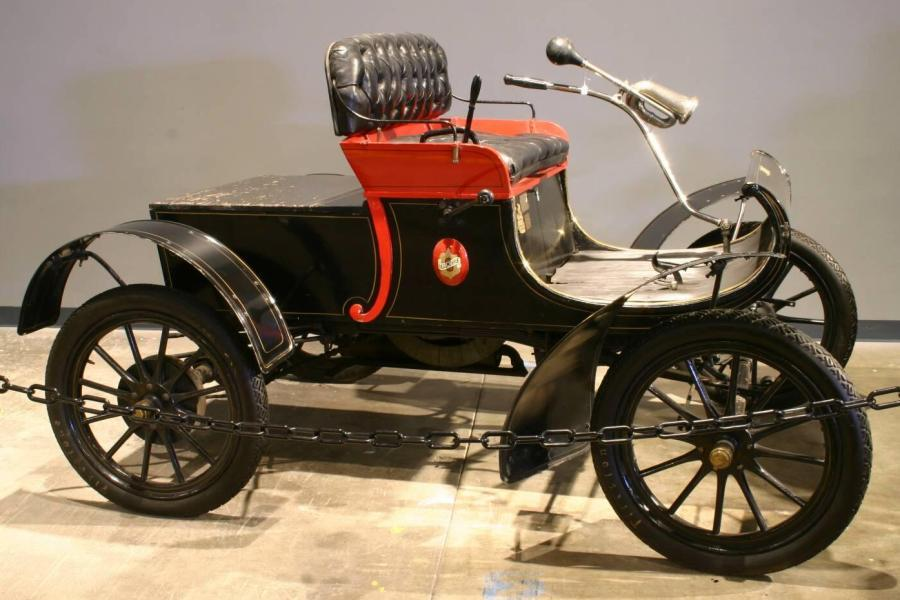
اولدزمبیل کرود دش ۱۹۰۴ با فرمان تیلر

نخستین خودروها با استفاده از یک تیلر هدایت می‌شدند. این تیلرها ممکن بود در سمت راست یا چپ، و در برخی موارد در وسط نصب شوند. غربیلک‌های فرمان در ایالات متحده توسط پکارد در سال ۱۸۹۹ معرفی شدند و تا سال ۱۹۰۸ در بیشتر مدل‌های خودروها مورد استفاده قرار گرفتند.
فرمان خودکار از طریق افزودن نیروی کمکی به اقدامات راننده، در چرخاندن راحت‌تر فرمان به رانندگان کمک می‌کند. این نوع فرمان برای کاهش نیروی مورد نیاز از سوی راننده برای چرخاندن فرمان، از سیستم‌های هیدرولیک استفاده می‌کند. با این حال، امروزه فرمان‌های هیدرولیک رفته‌رفته در حال جایگزین شدن با فرمان‌های خودکار برقی هستند؛ چرا که این نوع فرمان، خودرو را از وجود پمپ هیدرولیک بی‌نیاز کرده و در نتیجه مصرف سوخت بهینه‌تری را برای خودرو فراهم می‌کند.

## ترمز

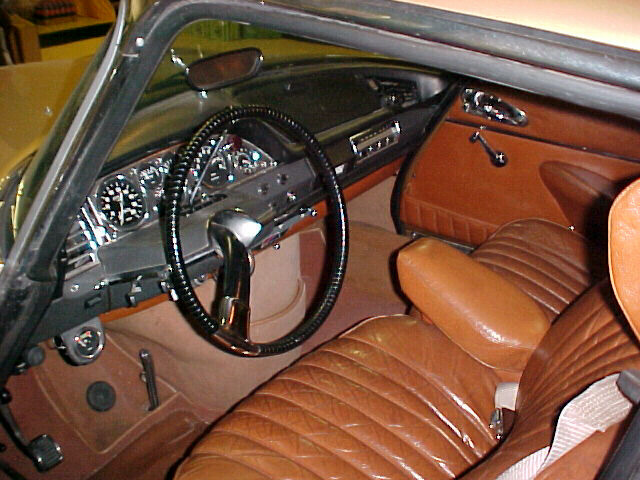
فضای داخلی سیتروئن دی‌اس پالاس ۱۹۶۹ با انتخاب‌گر هیدرولیکی دنده نصب شده در سمت راست ستون فرمان و غربیلک فرمان تک بازو. پدال ترمز قرار گرفته بر کف خودرو با نام پدال قارچی شناخته می‌شد. (پدالی که در سمت چپ قرار گرفته، در واقع پدال ترمز دستی است).

در خودروهای امروزی، سیستم ترمز چهار چرخ خودرو به‌واسطهٔٔ پدالی که در سمت چپ پدال گاز قرار گرفته، کنترل می‌شود. در کنار این پدال، معمولاً یک اهرم ترمز دستی نیز در خودرو تعبیه می‌شود که تنها ترمزهای چرخ‌های عقب را درگیر می‌کند. در خودروهایی با جعبه‌دنده دستی، این اهرم معمولاً بین صندلی‌های جلو قرار می‌گیرد، اما در بعضی از خودروهای مجهز به جعبه‌دنده خودکار ممکن است به‌صورت یک پدال در زیر پای راننده قرار گیرد. در خودروهای بکار رفته در مسابقات رالی، اهرم ترمز دستی بلند و عمودی بوده و تا نزدیکی فرمان خودرو کشیده شده‌است تا انجام عمل دستی کشیدن را تسهیل کند.

## کنترل گاز

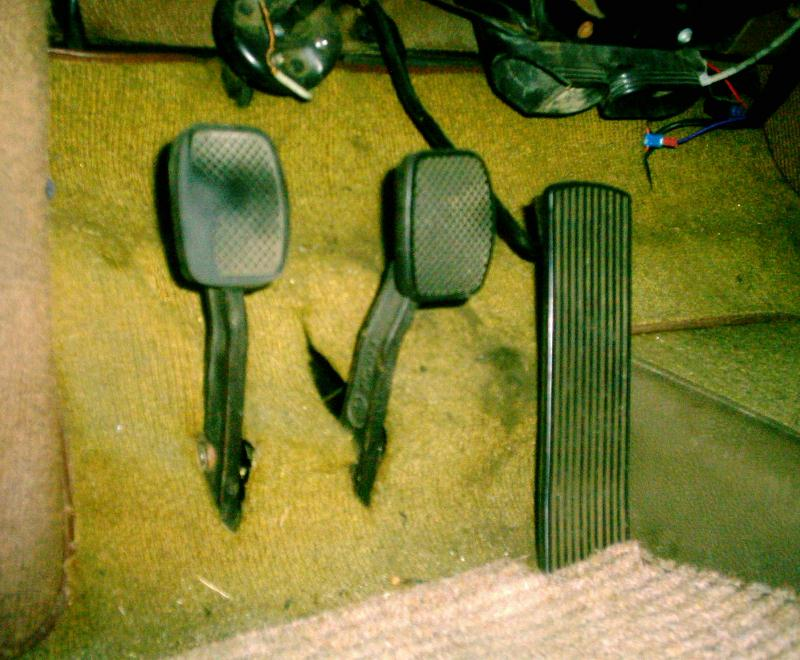
پدال‌های ایستاده در یک خودروی ساب سونت. پیکربندی استاندارد امروزی از چپ به راست: کلاچ، ترمز، گاز. پدال‌ها ممکن است از زیر داشبورد آویخته شده، یا به‌طور ایستاده بر روی کف کابین قرار گیرند. این ترتیب قرارگیری برای پدال‌ها در خودروهای فرمان راست یا فرمان چپ یکسان است.

پدال دریچه گاز، که وظیفهٔ کنترل ورود سوخت و هوا به موتور را بر عهده دارد و با نام‌ها «پدال شتاب‌دهنده» یا «پدال گاز» نیز شناخته می‌شود، معمولاً آخرین پدال در سمت راست و در زیر پای راننده است. این پدال به یک فنر مجهز است که در صورتی که این راننده پای خود را از روی پدال بردارد، آن را به موقعیت اولیه خود برمی‌گرداند. در حالت عادی، پدال‌های گاز و ترمز با پای راست فشرده می‌شوند، در حالی که برای فشردن پدال کلاچ از پای چپ استفاده می‌شود. در ایالات متحده، رانندگانی که به اشتباه پدال گاز را به جای پدال ترمز می‌فشارند، سالانه باعث وقوع ۱۶٬۰۰۰ تصادف رانندگی در این کشور می‌شوند.
خودروهای اولیه برای کنترل دریچهٔ گاز به یک اهرم مجهز بودند که یا به‌طور مستقیم، یا از طریق کنترل یک دستگاه پایش سرعت موتور، که به‌طور منظم دریچهٔ گاز و زمان‌بندی موتور را پایش می‌کرد، عمل کنترل ورود سوخت و هوا به موتور را انجام می‌داد. خودروی ویلسون-پیلچر، که در سال ۱۹۰۰ در بریتانیا معرفی شد، به یک دستگاه پایش سرعت موتور کنترل‌شوندهٔ دستی مجهز بود و یک پدال گاز زیر پا نیز برای آن تعبیه شده‌بود که می‌توانست عملکرد دستگاه پایش سرعت را خنثی کند. برخلاف پدال‌های گاز در خودروهای امروزی، این پدال در صورت فشرده‌شدن سرعت خودرو را کاهش می‌داد، و پس از برداشته‌شدن پا از روی آن، سرعت افزایش می‌یافت. ترکیب سرعت پایش‌شدهٔ موتور با پدال گاز زیر پا از بسیاری جهات مشابه سامانه‌های بازدارنده سرعت است. در خودروی استاتز برکت که در سال ۱۹۱۸ تولید شد، پدال گاز در وسط، و پدال‌های کلاچ و ترمز در سمت راست و چپ آن قرار داشتند. سامانهٔ کنترل پیمایش یا بازدارندهٔ سرعت امروزی، نخستین بار در سال ۱۹۴۸ اختراع شد.

## چراغ‌های روشنایی و راهنما
خودروها به ادوات کنترل‌کننده برای چراغ‌های جلو، چراغ‌های مه‌شکن، چراغ‌های راهنما و سایر چراغ‌های روشنایی خودرو مجهز هستند. چراغ‌های راهنما جهت آگاه‌سازی سایر رانندگان از قصد رانندهٔ خودرو برای پیچیدن یا تغییر مسیر حرکت فعال می‌شوند. با وجود اینکه ثبت اختراع چراغ‌های راهنمای امروزی به سال ۱۹۳۸ بازمی‌گردد، اما چراغ‌های راهنمای الکتریکی نخستین بار در سال ۱۹۰۷ مورد استفاده قرار گرفتند.